# John Fabian Carlson

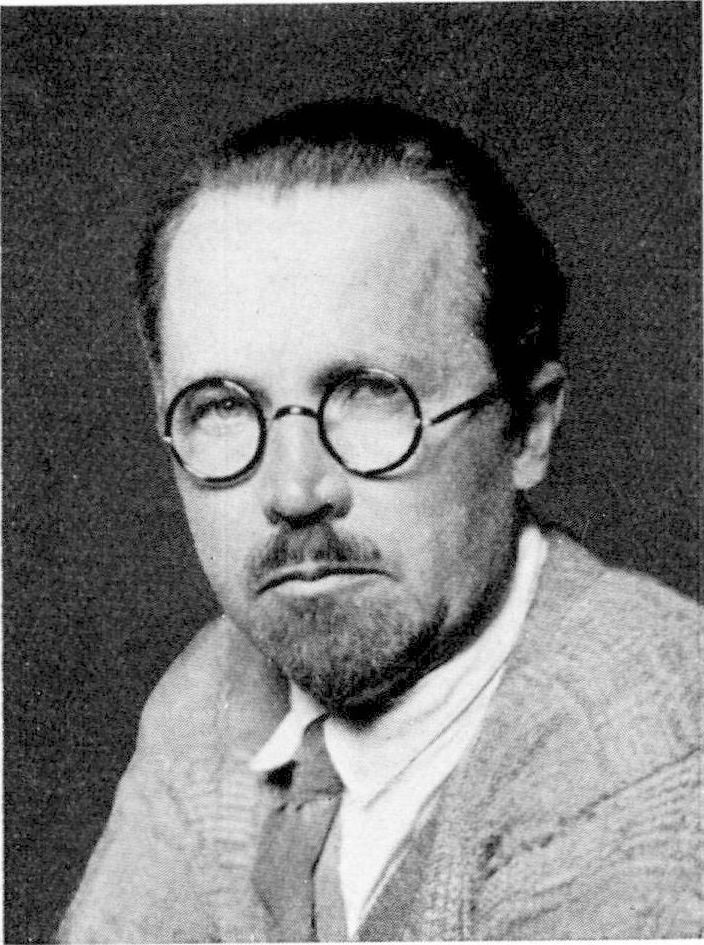
John Fabian Carlson.

John Fabian Carlson, född 4 maj 1875 i Kolsebro, Ukna församling, Kalmar län, död 1945 i New York, USA, var en svensk-amerikansk konstnär.
Carlson flyttade år 1886 till USA. Han studerade konst vid Buffalos och New Yorks konstakademier samt genom studieresor i Europa. Han ledde från 1923 en skola för landskapsmåleri i Woodstock, USA. Bland Carlsons arbeten märks främst vintermotiv med en enkel frisk stämning.
Känd för sina naturmålningar, speciellt snöscener, i konservativ stil. John Carlson var en av de ledande landskapsmålare i Amerika i början av 20-talet. Han grundade John F Carlson School of Landscape målning i Woodstock, New York, och 1942 grundade han med Emile Gruppe en sommarskola i Gloucester. Han var en förespråkare av "juxtaposing ljus och skugga" för att fånga de växlande stämningar av naturen.
Han emigrerade vid 10 års ålder med sin familj till Brooklyn, New York och senare till Buffalo. Hans far, uppmuntrade sin sons konst talang, anlitade en privatlärare, och han deltog senare i Buffalo Albright Art School, där hans lärare var Lucius Hitchcock. År 1902 skrev han på ett stipendium på Art Students League i New York City, och hans lärare var Frank Vincent DuMond och Birge Harrison. Han och Harrison blev väldigt nära vänner, och Carlson förenadesig med sin lärare på Woodstock men beslutade att han inte gillar likriktning.
1906 återvände han till Woodstock som Harrison assistent och även blev aktiv i Arts and Crafts-rörelsen på Woodstock som en del av Byrdcliffe kolonin. År 1909 fick han sin första enmans utställning i New York City. År 1911 valdes han till National Academy of Design och blev direktör för konstdeltagare League sommarskola.
Efter att ha rest mycket i USA, återvände han till Woodstock och grundade sin egen skola. Han hjälpte också funnit Broadmoor Art Academy i Colorado Springs, och målade ofta i de kanadensiska Klippiga bergen och Gloucester, Massachusetts.